# ウォレスとグルミット

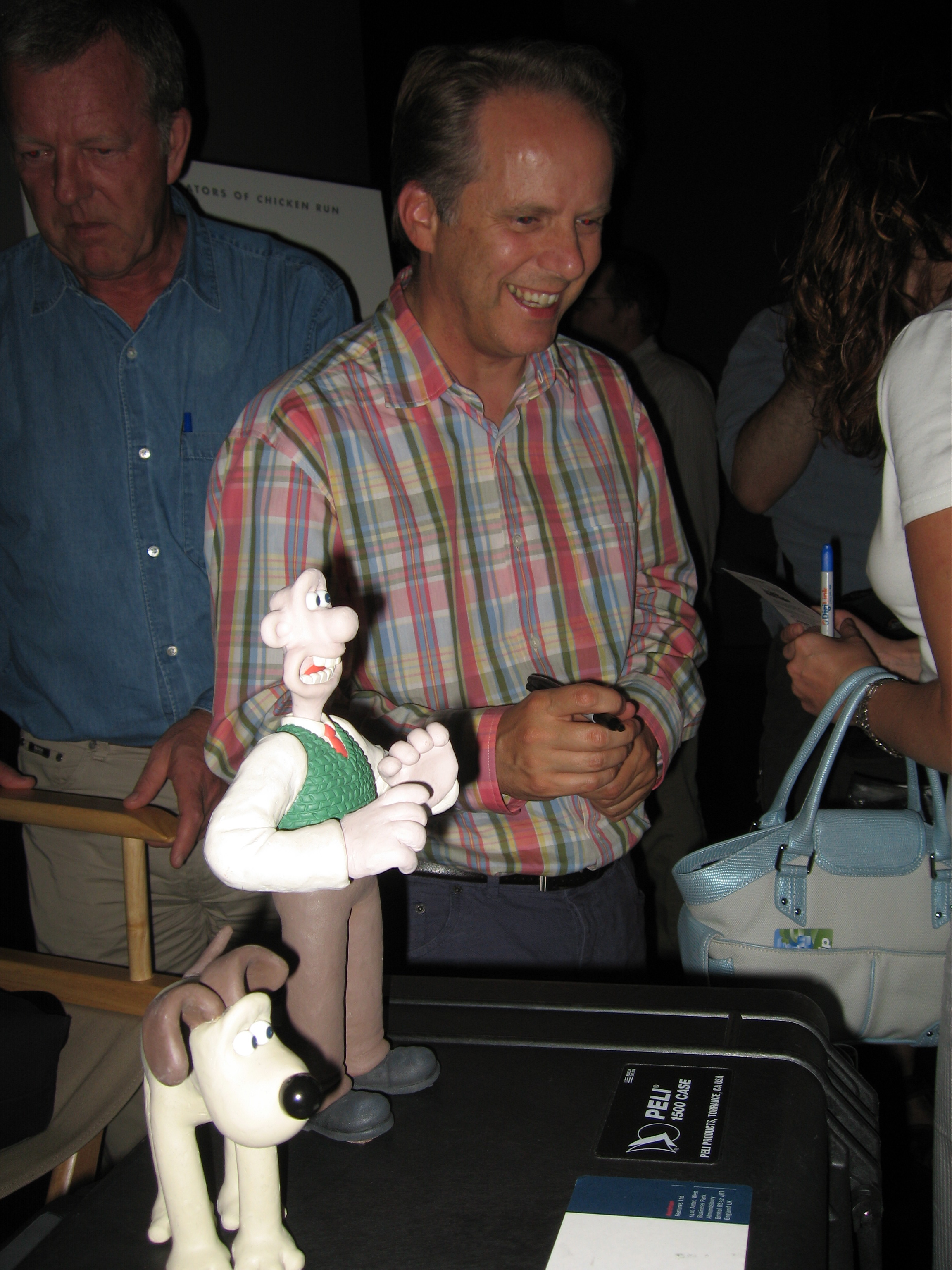
ウォレスとグルミットの人形（ニック・パークの手前）

『ウォレスとグルミット』(Wallace and Gromit) は、イギリスのアードマン・アニメーションズ制作によるストップモーション・アニメーション作品。

## 概要
とぼけた発明家ウォレスとしっかり者の犬のグルミットが主人公の、イギリスのアニメ工房アードマン・スタジオによる人気クレイアニメーション作品。1989年に制作された『チーズ・ホリデー』以降シリーズ化され、世界中に熱狂的なファンを持つ。
出来上がったモデルを少しずつ動かし撮影するコマ撮りによって制作されている。クレイアニメと呼ばれるが、登場キャラクターの製作には粘土ではなく、プラスティシン（カルシウム塩、ワセリン、脂肪酸を合成して製造したパテ状のもの）という素材が使われている。これは粘土と違い、乾かないので何度も再利用でき、さらにアードマンは無色のプラスティシンで色づけをしている。

## 登場キャラクター
ウォレス（Wallace）
声の出演 - ピーター・サリス→ベン・ホワイトヘッド／日本語吹替 - 萩本欽一、辻村真人（NHK放送版）、津川雅彦（スタジオジブリ配給版）、チョー（Netflix配信版）、？（最高のバカンス）
西ワラビー通り62番地に住む少々とぼけた自称天才発明家の中年男性。寝つきがよく、宙づりにされても決して起きない。普段は白いシャツに茶色いズボン、緑色のベスト（ジレー）の形をしたセーターを着ている。お茶とボルドーワインを好み、新聞はモーニングポストとイブニングポストを購読している。かなりの楽天家かつお人好しで、美女に弱い。チーズ（特にウェンズリーデール・チーズ）が大好物であり、野菜が大の苦手。そのためか最近は少し太り気味。滅多に怒らないが、悪ふざけがすぎるとグルミットであろうと激怒する。ニック・パークの父親がモデルになっていると言われている他、ウォレスの大きな口などは声を務めたピーター・サリス自身がモデルになっている。オフィシャルファンブックに掲載されたニック・パークへのインタビューによるとウォレスの年齢は50代という設定になっている。
日本語版の一人称は「僕」。萩本版では氏の本職がコメディアンであったことに加え、アドリブも散見されるため、原語版以上にコミカルなキャラクターに仕上がっている。
グルミット（Gromit）
ウォレスの永遠のパートナーのビーグル犬。しっかり者で言葉は話さないものの、字が読め、表情やジェスチャーが「口ほど」に物を言うキャラクター。たまに犬の鳴き声で吠えることもある。2月12日生まれ。コーンフレークが好物。編み物が得意で、機械工学に通じる。愛読書は、「犬のための電子工学」「国家」（プルートー著）「罪と罰」（ドッグストエフスキー著）。好きな作曲家はバッハ。ドッグワーツ大学卒。
ショーン（Shaun）
なんでも食べる大食漢の羊。間違ってウォレスに刈られてしまった自分の毛で作られた服を着ている。体は小さいが、勇気は人一倍。萩本欽一による日本語吹き替え版ではプルプルと呼ばれていた。「ウォレスとグルミット、危機一髪」と「ウォレスとグルミットのおすすめ生活」に登場。スピンオフ作品『ひつじのショーン』には主人公として登場。

## エピソード

### チーズ・ホリデー
『チーズ・ホリデー』（原題：A Grand Day Out）。ウォレスたちは週末の旅行にチーズを求めて月に行くことに。早速ロケットを作り月へと出発する。いわゆるパイロット版。
ニック・パークが1982年に「美術学校の卒業制作」として手がけて、完成まで6年も費やしたデビュー作。1990年アカデミー賞短編アニメーション部門最優秀賞ノミネート（受賞した「快適な生活〜ぼくらはみんないきている〜」もニック・パーク監督作品）。
- 1990年ブリティッシュ・アカデミー・フィルム＆テレビジョン・アーツグランプリ
- 1990年ザグレブ映画祭アニメーション部門グランプリ

#### ストーリー（チーズ・ホリデー）
週末、ウォレスとグルミットは休暇の間どこに旅行すればいいか考えていた。ところがティータイムの時間にチーズが切れていた。二人はチーズを求めてロケットに乗って月に宇宙両行へ出かける。月のチーズを味わうウォレスとグルミット。しかし、そこには月の番人をしているロボットがいた。チーズ泥棒と勘違いされた二人はロケットに乗って地球に戻る。二人を取り逃したロボットはロケットに付いていた部品でスキーを作り満足する。

#### ゲストキャラクター（チーズ・ホリデー）
ロボット（Cooker）
月に捨てられてあったロボット。コインを入れることによってその金額分動くことが出来る。月でウォレスたちが無断にチーズを採取していることに怒りマナーを正そうとする。ウォレスが置いていったスキーブックを見て地球に思いを馳せる。

### ペンギンに気をつけろ!
『ペンギンに気をつけろ!』（原題：The Wrong Trousers）。下宿人を装ってウォレスの家にやってきたペンギンのマッグロウの正体は指名手配中の泥棒だった。スリリングなクライマックスのサスペンスコメディー。ラストのスピード感溢れる列車追跡シーンはシリーズ屈指の名シーンである。
- 1992年2月制作
- 1993年シカゴ映画祭グランプリ
- 1994年アカデミー賞短編アニメーション部門最優秀賞受賞
- 1994年ザグレブ映画祭グランプリ

#### ストーリー（ペンギンに気をつけろ!）
今日はグルミットの誕生日。ウォレスは彼に首輪とテクノズボンをプレゼントした。しかし、そのせいで金欠になってしまい困り果てたウォレスは貸し部屋を始める。そこに下宿人として現れたのはフェザーズ・マッグロウと呼ばれるペンギンだった。部屋を取られた上にウォレスにまで構ってもらえなくなったグルミットは家出をする。その隙を見計らったマッグロウはテクノズボンとウォレスを利用して博物館からダイヤモンドを盗もうと企てていた。なんとマッグロウは指名手配犯だった。ダイヤを盗み出すことに成功したものの、ウォレスとグルミットの活躍により逮捕されてしまった。懸賞金で借金返済となり満足するウォレスとグルミットだった。

#### ゲストキャラクター（ペンギンに気をつけろ!）
フェザーズ・マッグロウ（Feathers McGraw）
指名手配されていた泥棒。ウォレスが貸し部屋をすることに狙いをつけ下宿人として潜り込む。手配書にはとさかがあり、ニワトリだと騒がれていたが、実は赤いゴム手袋を被っただけのペンギン。グルミットの誕生日プレゼントである機械（テクノズボン）を使い、博物館に展示されていたダイヤモンドを盗むが警報装置を作動させてしまう。ウォレスとグルミットをタンスに閉じ込めてダイヤを持って逃げようとするも脱出され、上述の列車追跡の末に捕まり、刑務所（動物園）に収監された。
その後 後日談のゲームにも登場するなどして何度もウォレス達を苦しめ、その度に逮捕されていたが、後述の『仕返しなんてコワくない！』にて本格的に再登場、ウォレス達への復讐を目論む。

### ウォレスとグルミット 危機一髪!
『ウォレスとグルミット 危機一髪!』（原題：A Close Shave）。窓ふきサービスを始めたウォレスは、毛糸屋のウェンドレンに恋をする。羊のショーンが初登場。
- 1995年ブリティッシュ・アカデミー・フィルム＆テレビジョン・アーツグランプリ
- 1996年アカデミー賞短編アニメーション部門最優秀賞受賞
- 1996年サンフランシスコ国際映画祭ゴールデンゲート賞受賞

#### ストーリー（危機一髪!）
窓ふきのアルバイトを始めたウォレスとグルミット。しかし、羊泥棒によって毛糸が品切れになるという事件が続いていた。ある日、毛糸屋の美女ウェンドレンにウォレスは一目ぼれ。一方、ウォレス宅では一匹の羊が迷い込んでいた。ウォレスはこの羊を「ショーン（プルプル）」と名付け飼うことにした。ところが、翌日ショーンが他の羊たちと共に毛糸屋の飼い犬プレストンに捕まってしまっていた。グルミットのおかげで何とか羊たちを逃がすことができたものの、その代償としてグルミットがプレストンに羊泥棒の濡れ衣を着せられ逮捕されてしまう。ウォレスの用意したジグソーパズルのおかげで脱獄に成功するグルミット。そんな二人の前にウェンドレンとプレストンの姿が。なんとこの二人が羊泥棒だったのだ。ウェンドレンは毛糸のためだけに羊を捕まえていたが、プレストンは羊を殺してドッグフードにしようとしていたのだった。プレストンに捕まったウェンドレンを救うために立ち向かうウォレスとグルミット。安心したのもつかの間、実はプレストンは本物の犬ではなくウェンドレンの父が作ったサイボーグ犬だった。正体を現したプレストンはウォレス、ウェンドレンをドッグフードにしようと「ひき肉を作るマシーン」で抹殺しようとする。しかし、グルミットとショーンの活躍により自分がマシーンの餌食になってしまった。事件後、ウェンドレンはプレストンを修理してくれたウォレスに感謝した。ウォレスは事件のお祝いにチーズでも食べるよう誘うも、ウェンドレンはチーズ・アレルギーで見るのも嫌だというのだった。大好物を嫌い扱いされたウォレスは失恋してしまうのだった。

#### ゲストキャラクター（危機一髪!）
ウェンドレン・ラムズボトム（Wendolene Ramsbottom）
声の出演 - アン・リード／日本語吹替 - 小原乃梨子、八十川真由野（スタジオジブリ配給版）
毛糸屋の女主人。ウォレスが見とれるほどの絶世の美女。プレストンの飼い主。父親は発明家だった。
実は連続羊泥棒の片割れ。だがその目当てはあくまで毛糸の材料となる羊の毛だけのようであり、プレストンの横暴には心を痛めていた。騒動後、ウォレスに一緒にチーズを食べないかと誘われるが、チーズアレルギー持ちで食べると蕁麻疹が起きると言い、断った。
プレストン（Preston）
二足歩行が出来るウェンドレンの飼い犬。実は一度犬として死んでおり、ウェンドレンの父親が良かれと思って改造し蘇らせたが凶暴になってしまったサイボーグ犬ロボットで、連続羊泥棒の片割れ及び羊殺し事件の犯人だった。ウォレスとウェンドレンを羊共々ドッグフードの缶詰に加工して抹殺しようと試みたが、グルミットとショーンの活躍によって失敗し、最後は皮肉にも自身が缶詰にされることになった。騒動後ウォレスによって修復され、子供の玩具のような四輪駆動の外見になったがウェンドレンには従順となり飼い主として満足されている。

### ウォレスとグルミットのおすすめ生活
『ウォレスとグルミットのおすすめ生活』（原題：Wallace & Gromit’s Cracking Contraptions）は「サッカー」「おつかい」などの10話の短編からなる。公式サイトで公開された。
サッカー
サッカーのリーグ試合に向けて練習するウォレスとグルミット。ウォレスは様々な選手に見立てたシュートをするも、ゴールキーパーのグルミットにあっさり受け止められてしまう。そこでウォレスは本番はここからだと、「シュートマシン」を作動。あまりにも高速でボールをシュートするためグルミットは受け止められない。グルミットはエアバック式のユニフォームでゴールをガードする行為に呆れるウォレスだった。
テレビ
ある晩、ウォレスの見たい番組が始まる時間。そこでウォレスはテニスボールを使った最新式のリモコンでテレビの電源を入れる。ところが、それは見たい番組ではなかったためチャンネルを変えようとするもボールがない。グルミットはウォレスにリモコンを渡すも新しいボールと勘違いしたウォレスはマシンを作動させる。すると文字通りチャンネルが変わったものの、テレビが故障してしまい押しつぶされるウォレスだった。
あさごはん
「朝ごはんマシン」を発明したウォレス。さっそく、作動させるとシェフロボットが料理を作る。ところが、作った料理をウォレスとグルミットにぶちまけたり、紅茶を部屋中に発射したりなど暴走してしまう。グルミットがロボットを止めることに成功すると、ウォレスは「明日は軽い朝食」にしようと提案するのだった。
おやすみ
チーズの食べ過ぎで夜も眠れないウォレスは「おやすみマシーン」を作動。ウォレスのベッドを整えたり、子守唄のレコードをかけてリラックスさせる。グルミットは羊の着ぐるみを着て飛び跳ねる。羊を数えるうちにぐっすり眠るウォレスだが、グルミットは全部の羊の数を終えるまで飛び続けなければならなかった。
ばんごはん
夕食の時間になったのでウォレスは「ターボ式キッチン」を作動。すると、ウォレスとグルミットは椅子に拘束され、マシンが自動で料理や準備をしてくれる。ところが、マシンを作動させたコインが切れてしまい、二人はご馳走を食べるどころか身動きが取れない状態になってしまうのだった。
どろぼう
ある晩、ウォレスはクラッカーをいただこうとするが消えていた。そして、戸棚には食べかけのクラッカーが。さらに振り向くとそこには泥棒がいた。彼はウォレスを襲おうとするが、ウォレスのシャツに付けたカメラからパンチが飛び出し泥棒をノックアウト。なんと、今までの出来事は防犯訓練で泥棒はグルミットだったのだ。訓練に合格して大喜びのウォレスだが、足を滑らせてカメラを作動させ天井にめり込んでしまうのだった。
そうじき
グルミットがウォレスの部屋でクラッカーの食べかすを掃除していると見慣れない掃除機が現れた。これはウォレスの発明したクラッカーに反応する「クラッカー掃除機」だった。しかし、掃除機といえどクラッカーに反応するため、クラッカーを餌と認識しており、ウォレスのおやつ用のクラッカーにまで食いついてしまう。グルミットが掃除機を取り押さえることに成功するも、吸い込んだ埃をウォレスにまき散らしてしまった。
クリスマスカード
ウォレスがグルミットに鳥の着ぐるみを着させ、クリスマスカードを作っていた。「こんなにいい景色はなかなか見られない」とつぶやくウォレス。しかし、グルミットが外を見るとそこにはクリスマスを祝う鳥たちの姿があった。
ゆきだるま
雪だるまコンテストが開催。グルミットはウォレスに見立てた雪だるまを作るも、優勝を狙ったウォレスに壊されてしまう。拗ねたグルミットはドアを閉めると屋根から雪が落ちる。そして、外にはウォレスそっくりの雪だるまがあり、グルミットは見事優勝。しかし、ウォレスは雪だるまのせいで風邪を引いていた。
おつかい
ウォレスとグルミットはチーズを購入しようと「買い物マシン」を作動させる。そして、スーパーで巨大チーズを見つけるもチーズが重すぎたため片方の車輪が壊れてしまう。そこでマシンは近くにあったパンを杖代わりにして家に向かわせる。なんとかウォレスの家に着いたマシン。ところが、マシンはチーズの重さに耐えきれずもう片方の車輪も壊れてしまい、チーズは玄関に転げ落ちてしまう。そこでウォレスは「レスキュー隊」を出動させる。レスキュー隊とはショーンだったのだ。ウォレスはショーンにチーズを持ってこさせるも、食いしん坊のショーンはその場でチーズを食べ始めた。これにはどうしようもないウォレスとグルミットだった。

## 映画

### ウォレスとグルミット 野菜畑で大ピンチ!
原題：The Curse of the Were-Rabbit。5年半の制作期間を経て公開されたシリーズ初の長編。ドリームワークス配給で2005年10月14日に全米及び全英公開。日本公開はアスミック・エース配給で2006年3月18日公開。2005年東京国際映画祭特別招待作品。『ティム・バートンのコープスブライド』や『ハウルの動く城』をおさえ、第33回アニー賞及び第78回アカデミー賞の長編アニメ賞を受賞した。

### ウォレスとグルミット　ミュージカル・マーベルズ
『ウォレスとグルミット　ミュージカル・マーベルズ』（原題：Musical Marvels）は2012年にBBCプロムス用に制作された45分弱の新作。長らくウォレス役を務めていたサリスに代わって、ゲーム等の派生作品でウォレスを担当していたベン・ホワイドヘッドがウォレス役を代演した。
2020年に開催予定であった『ウォレスとグルミット IN CONCERT』の演目の一つとして日本語吹き替え版が制作され、ウォレス役に萩本が『野菜畑で大ピンチ!』以来15年ぶりに再登板したが、新型コロナウィルスの感染拡大に伴い開催中止となった。2021年に再度延期がされた後、2022年1月22日に東京文化会館で2年越しに開催された。
また同イベントの演目の1つである『ペンギンに気をつけろ！』についても、イベント用として新たに萩本による吹き替え収録が行われた。

## テレビ放送または動画配信サービス放映

### ウォレスとグルミット ベーカリー街の悪夢

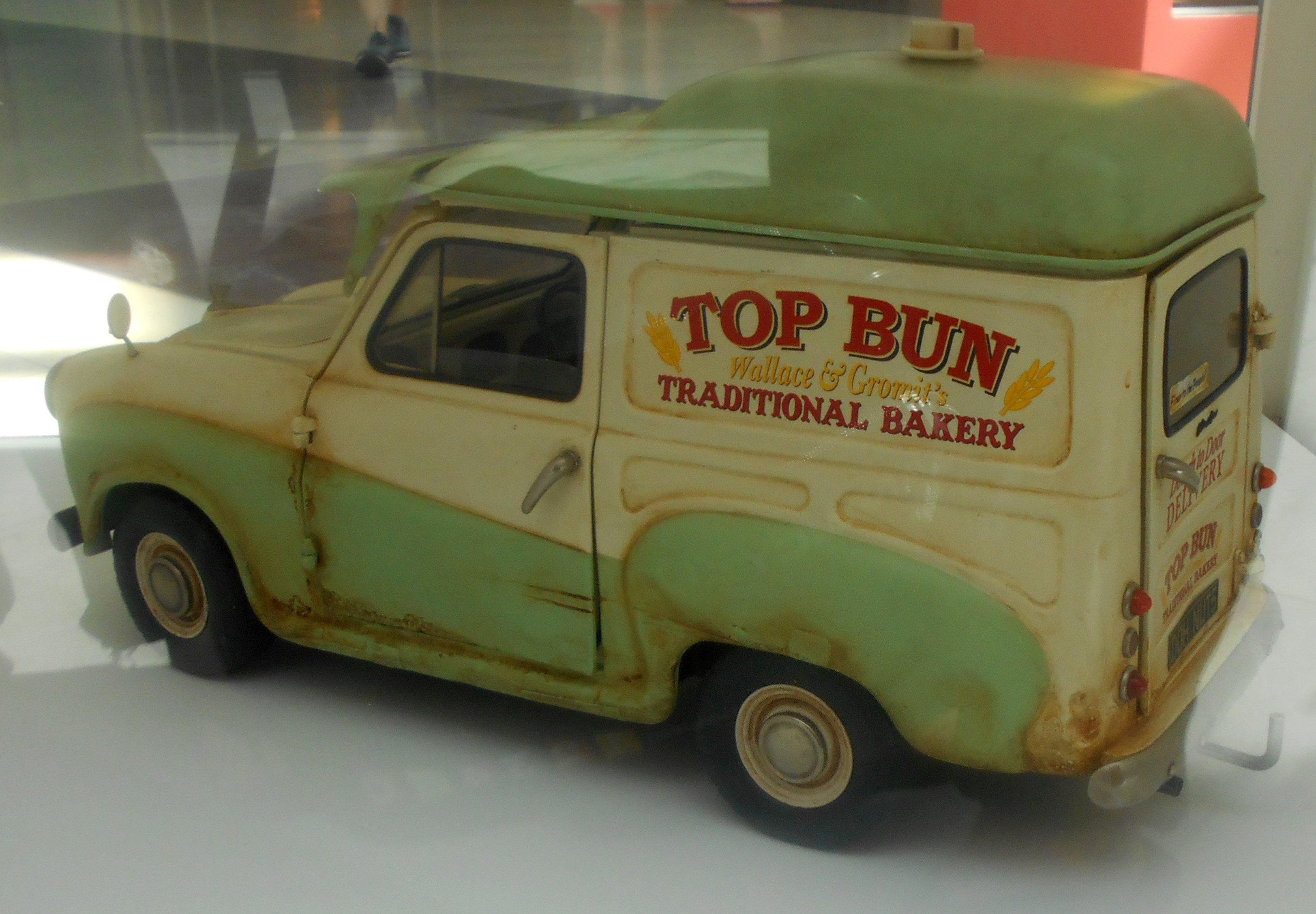
撮影で使われたオースチン・A35の模型

『ウォレスとグルミット ベーカリー街の悪夢』（原題：A Matter of Loaf And Death）は、イギリスで2008年12月25日にテレビ放映された作品。
日本では2009年7月18日より全国順次公開され、デジタルリマスター版の過去作品、「チーズ・ホリデー」「ペンギンに気をつけろ！」「ウォレスとグルミット、危機一髪！」と同時上映された。
上映はスタジオジブリが配給し、ウォレス役が従来の萩本欽一からプロデューサーである鈴木敏夫の意向で津川雅彦が新たに起用された。監督のニックも津川の演技に賛辞を送ったというが、長年萩本の声で親しまれていたこともあって賛否両論を巻き起こした。

#### ストーリー（ベーカリー街の悪夢）
ウォレスとグルミットがパン屋を始めた頃、街でパン屋ばかりが狙われる連続殺人事件が起こっていた。
そんな時、ウォレスはかつてパンのCMで活躍していた女性、パイエラを助けたことがきっかけで、仕事そっちのけで彼女との交際を始めてしまう。
一方、グルミットの方もパイエラの飼い犬のフラフルスと恋に落ちた。
その後、ウォレスに代わってパイエラの財布を届けることになり彼女の自宅に行ったグルミットは、そこで彼女が連続殺人犯だと知ってしまう。
パイエラがウォレスを殺害しようとしているとアルバムを見せてウォレスに伝えようとしたグルミットだが、ウォレスと婚約したパイエラに感づかれてアルバムを燃やされてしまう。
そこでグルミットはパイエラがウォレスに手を出さない様見張るが、パイエラの策略でウォレスにお仕置きされる。
邪魔者を追い払った隙にパイエラはウォレスを突き落として殺害しようとしたが、彼女に反抗する決心をしたフラフルスに小麦粉の袋をぶつけられて失敗。パイエラは激怒してウォレスを罵り帰宅した。
パイエラが激怒した理由が分からないウォレスの所に、ケーキを持ったパイエラが現れるが、何故かすぐ帰宅してしまった。
ケーキを持ってきた際にパイエラがフラフルスを連れていなかったことを不審に思いパイエラの自宅に潜入したグルミットは、パイエラの罠にはまりフラフルスと共に物置に閉じ込められるが、気球を使ってフラフルスと脱出した。
パイエラがウォレスに渡したケーキの中には爆弾が仕掛けられていた。ウォレスが蝋燭（に見せかけた導火線）に火をつけたとき、グルミットが戻ってきた。ケーキを持っていこうとしたグルミットにウォレスが飛び掛かった拍子にケーキから爆弾が飛び出し、ようやくウォレスはパイエラが自分を殺害しようとしている事に気付く。
実はパイエラはパンをたくさん食べて太ったために気球に乗れなくなり、それを理由にCMを降板されられた過去を持ち、それ以来パン屋へ逆恨みの念を抱き、12人のパン屋を殺害していた。ウォレスにも最初から殺害する目的で近づいたのだ。
グルミットとフラフルスはパイエラと戦うが、爆弾がウォレスのズボンに入ってしまい、勝利を確信したパイエラは気球で逃亡した。
とうとう爆弾は爆発したが、爆発直前にグルミットとフラフルスがウォレスのズボンにパン生地を大量に入れたために、ウォレスは尻が少し焦げただけで済んだ。一方パイエラは体重で気球が降下し、動物園のワニのいる池に落ち、そのままワニに襲われて死亡した。
直後、パイエラ死亡の罪悪感から、フラフルスはグルミットの下を離れた。その事を悲しみながらもウォレスとパン屋を続けることにしたグルミットの下にフラフルスが現れる。ウォレス・グルミット・フラフルスの3人はパンの配達に出発するのだった。

#### ゲストキャラクター（ベーカリー街の悪夢）
パイエラ（Piella Bakewell）
声の出演 - サリー・リンゼイ／日本語吹替 - 森公美子
フラフルス（Fluffles）
声の出演 - メリッサ・コーリアー
パン屋のボブ（Baker Bob）
声の出演 - ベン・ホワイトヘッド／日本語吹き替え - 吉野正弘

### ウォレスとグルミット 仕返しなんてコワくない!
『ウォレスとグルミット 仕返しなんてコワくない!』（原題：Vengeance Most Fowl）は、2025年1月3日からNetflixにて配信開始された。イギリスでは、2024年12月25日にテレビで放送された。初の動画ストリーミングサービス公開作品かつ、死去したサリスに代わりホワイトヘッドがウォレス役を務める初の映像作品である。長編作品は『野菜畑で大ピンチ!』以来19年ぶりとなる。『ペンギンに気をつけろ!』においてウォレスとグルミットに敗れ去り、逮捕されたフェザーズ・マッグロウが、ウォレスが発明した小人型ロボット"ノーボット"を悪用して彼等に復讐を目論む。本作の日本語吹替版では、いないいないばあっ！でワンワンなどを務めているチョーがウォレスを担当している。

#### ウォレス役の交代
2014年時点では、長年ウォレス役を務めてきたサリスの体調が芳しくなく療養中であったため、他の役者を起用しての新作の製作を拒んだパークがサリスの回復を待って続編製作を休止していたが、2017年にサリスが死去し、サリスを起用しての新作の製作は不可能となった。サリスの没後のインタビューでパークはサリス以外の役者を起用しての新作への意欲を見せたものの、「サリスの後継者を見つけるのは簡単なことではない」としていた。2022年にアードマン・アニメーションズが、ネットフリックスとの連携で新作の『仕返しなんてコワくない！』を制作することを発表し、ウォレス役もホワイトヘッドが正式に継承することになった。

#### キャスト
※括弧内は日本語吹替。
- ウォレス - ベン・ホワイトヘッド（チョー）
- マッキントッシュ警部 - ピーター・ケイ（鈴木勝美）
- ムカジェー - ローレン・パテル（松岡美里）
- ノーボット - リース・シェアスミス（宮田幸季）
- オーニャ - ダイアン・モーガン（雨蘭咲木子）
- アントン - マズ・カーン（武田太一）
- 裁判官 - アジョア・アンドウ
- ミスターコンビニエンス - レニー・ヘンリー
- 『ひつじのショーン』の牧場主 - ジョン・スパークス

- 日本語吹替版その他出演：遠藤純一、新谷真弓、小島幸子、かぬか光明、越後屋コースケ、和優希、菊池通武、羽鳥佑、米田えん、高梁りつ、原田萌、酒井ほのか

- 日本語吹替版制作スタッフ 演出：三好慶一郎、翻訳：杉田朋子、音楽監督：村田晋治、調整：土井拓海、録音：石井淳史／大髙正嗣、制作進行：三宅愛、制作：東北新社

## スピンオフ作品

### ひつじのショーン
『ひつじのショーン』（原題『Shaun the Sheep』）は、『ウォレスとグルミット、危機一髪』に初登場した羊のショーンを主人公とした1話7分のテレビアニメシリーズ。2007年制作。

## 広告
ルノー・カングー
ウォレスとグルミットがマスコットキャラクターとして使われている。
グリコ乳業
プッチンプリンのCMに登場。日本ではこのCMで「ウォレスとグルミット」を知ったという人も少なくない。
住友生命保険
キャンペーンキャラクターとして使われている。
トヨタ・エスティマ
トヨタ店の宣伝に使われている。
本田技研工業
低床・低重心ミニバンシリーズの総合的な宣伝キャラクターに使用されていた。